# Härjedalska
Härjedalska är ett samlingsnamn på de nordiska dialekter som talas i landskapet Härjedalen, folkmål såväl som moderna mål.

## Utveckling och typologi
Dessa dialekter har utvecklats ur den tröndska som talades i Trøndelag för några hundra år sedan. Denna talas i den del av Norge som Härjedalen tidigare ingick i, Tröndelagen, och som i sin tur härrör från fornvästnordiska.
Folkmålen i Härjedalen räknas emellertid enligt vissa källor till de norrländska målen. Traditionella härjedalska folkmål står långt närmare folkmålen i Trondheims stift än några andra svenska dialekter, med undantag för de jämtska.

## Karaktär och utbredning
Varje by har sin egen karaktär. Byarna i de västra delarna har en mer norskinfluerad dialekt än de övriga, vilket idag i synnerhet märks vad gäller intonationen, medan de i öster har en dialekt som tagit influenser av hälsingemålen och i viss mån dalmål. Byarna i norr har en dialekt som påminner om jämtskan. De fornnordiska diftongerna har monoftongerats i härjedalskan. 
Exempel på avvikelser från de allmänt norrländska dragen är att Ei har blivit e, øy har blivit ø och au har blivit ô. I vemdalsmålet har dock vissa diftonger bevarats, i likhet med jämtskan som talas på andra sidan av Klövsjöfjällen. Många arkaismer har bevarats såsom uttalen -mb, -nd och -ld i ord som kamb 'kam', hand 'hann' i övriga Norrland' och käld 'kall'.
Härjedalska talas i hela Härjedalen, men i mindre utsträckning i tätorten Sveg.

## Grammatik
Grammatiken i härjedalskan är inte typisk för de norrländska dialekterna. Exempel:
- Tô spichykött, vill du!?
  - ”Skulle du vilja ha nåt spickekött? (saltat torkat kött, företrädesvis av älg eller ren)”
- Flöhttan säg hihttan!
  - ”Var så god och flytta dig hitåt!”
- Sjå hârân!
  - ”Se haren/hararna!” (Här görs ingen skillnad mellan singular och plural.)

## Några ord på härjedalska
- Ahttfôrr - I vägen (åtför) (norska: attfør, framfør)
- Ales - Annorlunda (annorledes) (norska: annleis)
- Hûje - Ropa (hoja - jfr. hojta) (norska: hoie)
- Jänte, försjä, kulla - Flicka (norska: jente, førkje)
- Jäl - kåt
- Måse, stôr - dumdryg
- Py'rill - Manligt könsorgan
- Pûle - Kopulera (pula) (norska: pule)
- Päla/Pära - Potatis ((jord-)päron)
- Pöjk, gutryss, gôrj, gut, pök - Pojke (norska: gut, gutt)
- Råle - Skrika, ropa (vråla - norskan tappar ibland v:et i vr-)
- Vrång - Arg (även rångvända - utochin om till exempel en tröja/strumpa) (norska: vrang)
- Ômse - Allt möjligt, olika, blandat (norska: ymse)
- Kuse - Någon typ av insekt.
- Dälja - Mindre dalgång med öppning.
- Myrbär - Moget hjortron (norska: molte, multe, myrabær)
- Hitaför - Framför (norska: hitafor)
- Huvva - Fy, usch
- Klening - Smörgås
- Borgål - Begravningsplats
- Gre - Trevlig, bra.
- Dôvle - Tråkigt
- Væri - Varse